# Hyundai Accent

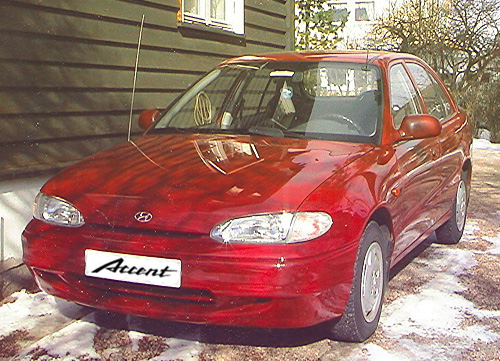
Hyundai Accent, eerste generatie (X3)

De Hyundai Accent is een compact middenklassemodel van de Zuid-Koreaanse fabrikant Hyundai Motor Company.

## Namen

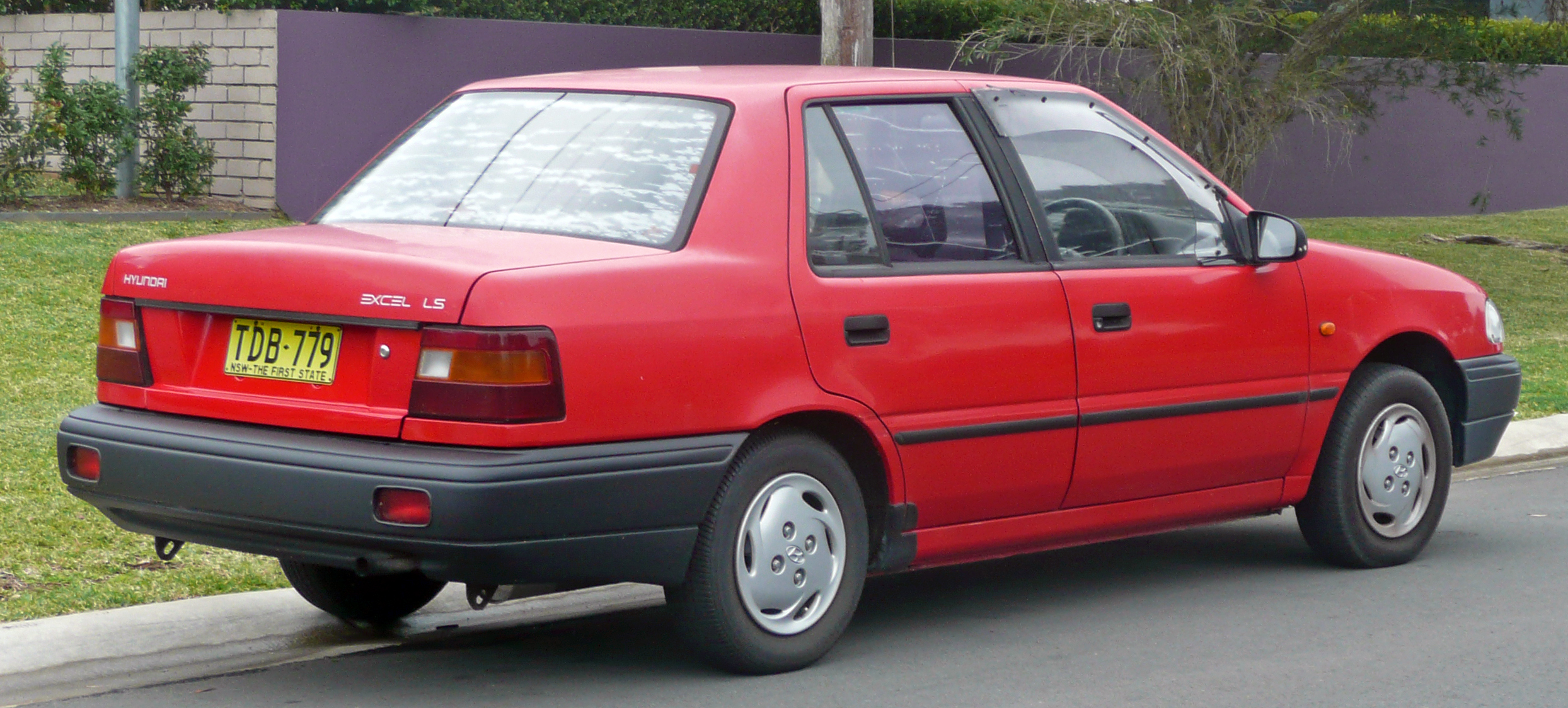
Hyundai Excel (X2, 1989-1994)

Op sommige markten, waaronder de Nederlandse, werd de Accent aanvankelijk verkocht onder de naam Hyundai Excel omdat Peugeot bepaalde uitvoeringen van hun modellen de toevoeging Accent meegaf. Deze Excels zijn niet te verwarren met de originele Hyundai Excel (X2, 1989-1994), in Nederland werd vanaf 1989 de vierdeurs Hyundai Pony sedan aangeboden als Excel.

## Eerste generatie (X3, 1994-1999)

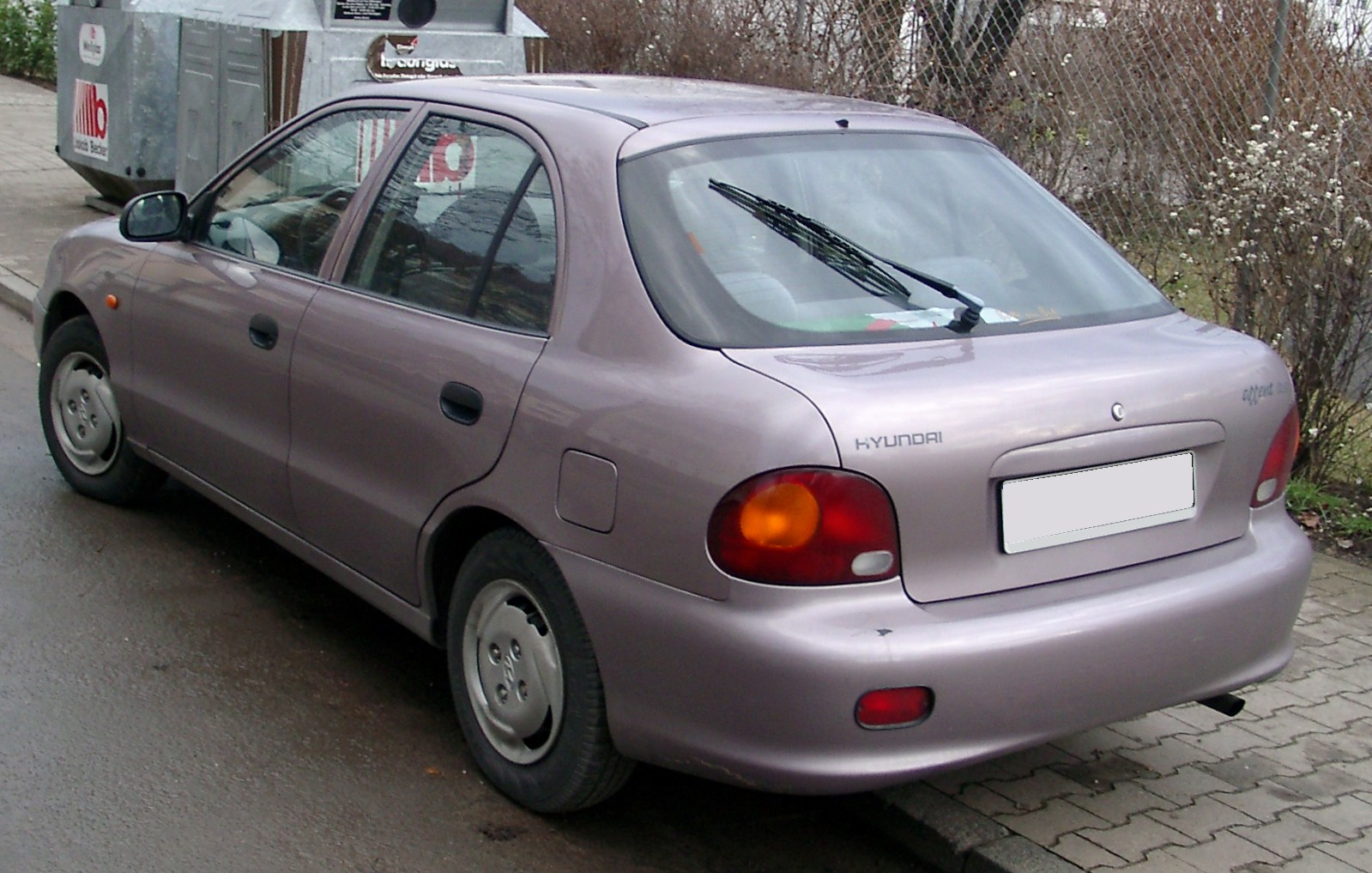
Hyundai Accent (X3)

In 1994 werd de Accent gepresenteerd als de opvolger van de Pony (X2). Het was het eerste volledig zelfstandig ontwikkelde model van de fabrikant en had geen enkele overeenkomst met zijn voorganger. De reden voor de volledig nieuwe ontwikkeling van het onderstel, wielophanging en carrosserie was de snelle daling van de verkoop van zijn voorganger in de VS, die door Hyundai werd toegeschreven aan kwaliteitsproblemen.
In 1995 werd de eerste generatie Accent onder de naam Excel op de Nederlandse markt geïntroduceerd in twee carrosserievarianten: een sedan en een hatchback.
Van 2003 tot en met 2006 werd de eerste generatie ook in China gebouwd door Dongfeng Yueda Kia Motors, de nieuwe joint venture van Kia met Dongfeng en Jiangsu Yueda in Yancheng die de oude productielijn had opgekocht. De auto werd in China verkocht als de Kia Qianlima.

## Tweede generatie (LC, 1999-2005)

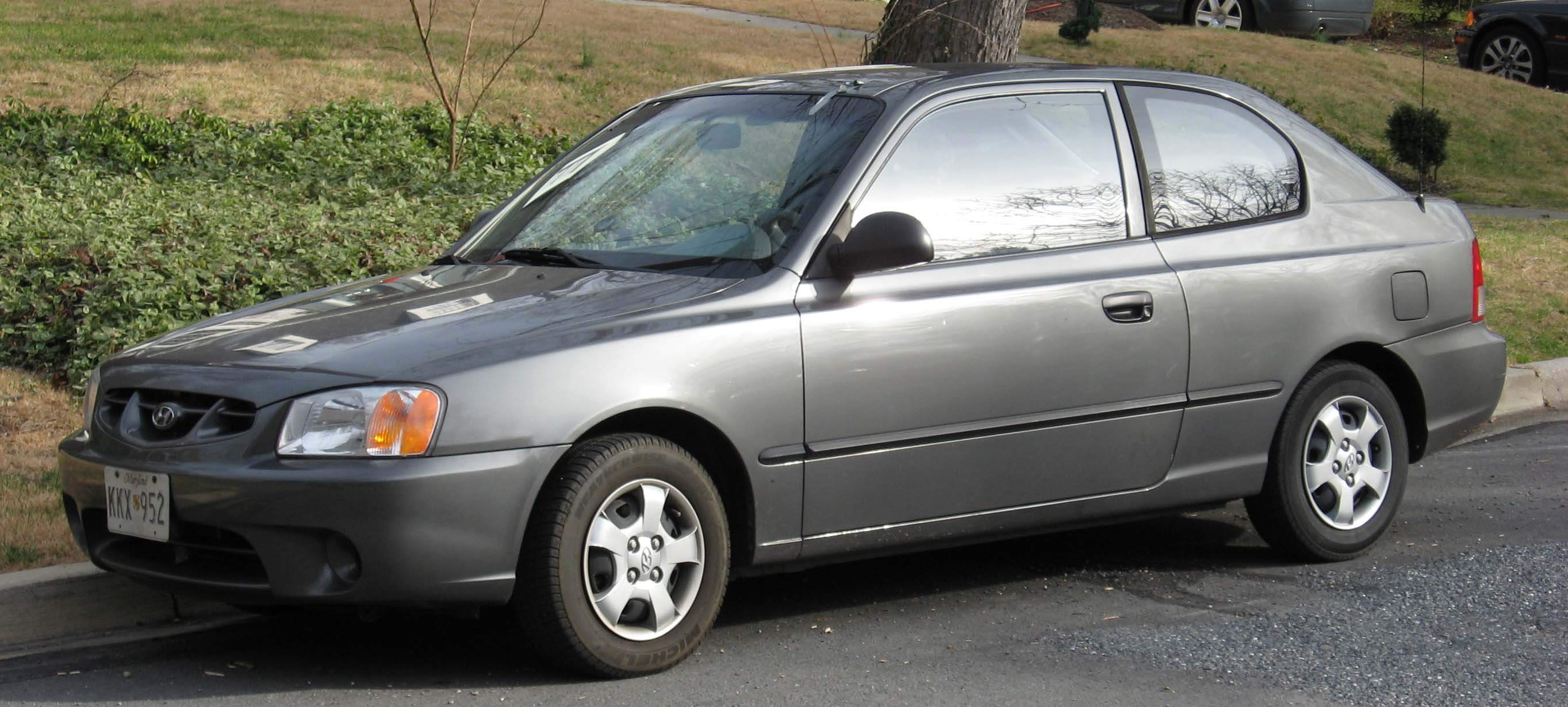
Hyundai Accent (LC)

De in 1999 gepresenteerde nieuw ontworpen Accent (LC) had een meer hoekige carrosserie en grotere afmetingen. Het model was een halve klasse hoger gepositioneerd in het segment van compacte auto's en voor het eerst was de Accent ook verkrijgbaar met een dieselmotor.
De tweede generatie kreeg een kleine facelift in 2003 en daarmee de modelcode LC2. Met dit model heeft Hyundai meegedaan aan het Wereldkampioenschap Rally.

## Derde generatie (MC, 2005-2011)

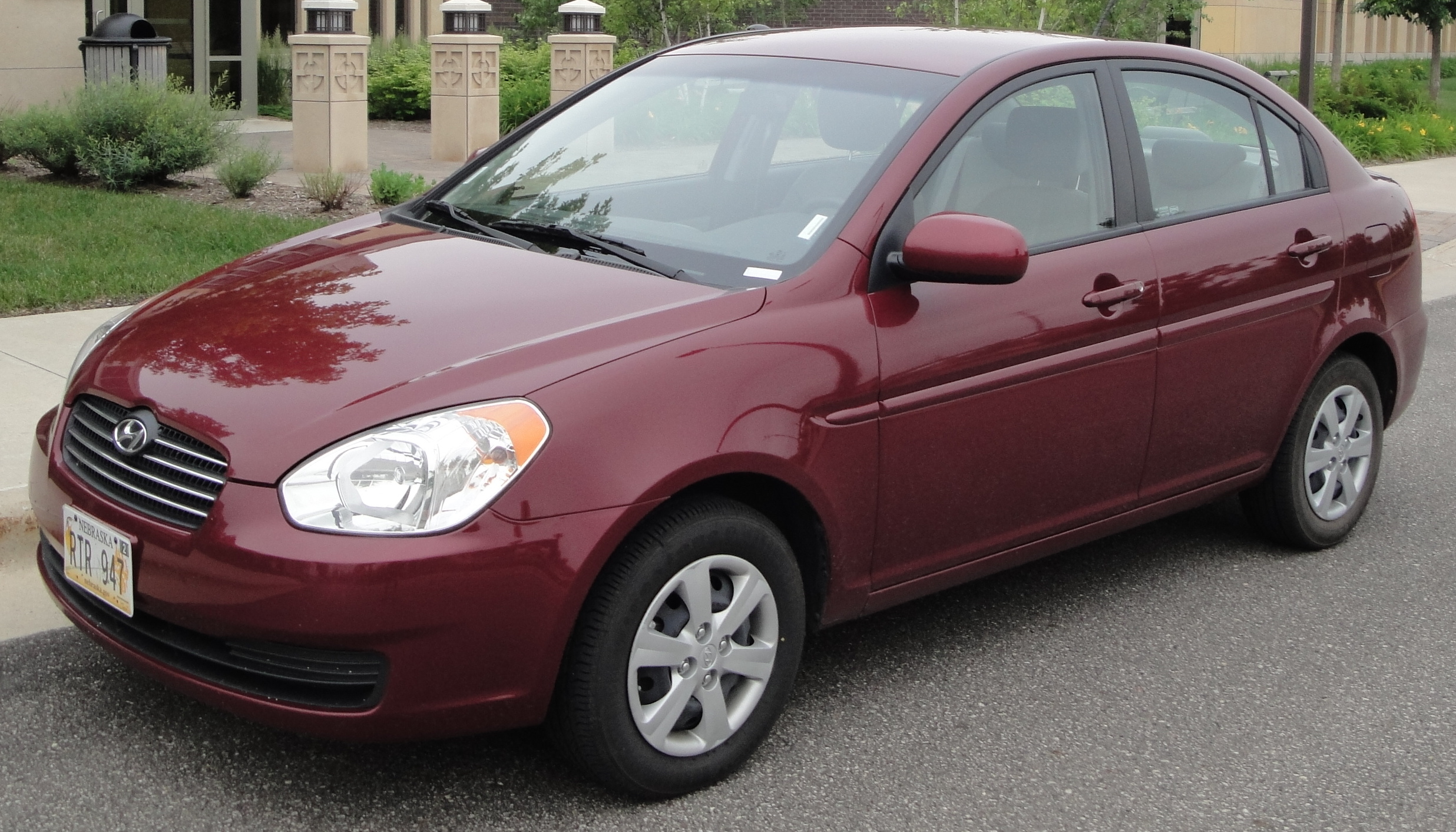
Hyundai Accent (MC)

Op de Autosalon van Genève in 2006 werd het productieversie van de derde Accent-generatie met de interne afkorting MC gepresenteerd.
De als driedeurs hatchback en (niet in alle landen) als vierdeurs sedan leverbare auto werd ontwikkeld samen met Kia Motors en technisch gebaseerd op een gemeenschappelijk platform met de Kia Rio. Met afmetingen van 4 tot 4,3 meter was deze generatie gepositioneerd tussen de kleine Hyundai Getz en de compacte i30 wat betekende dat deze Accent niet duidelijk kon worden gepositioneerd in een bepaalde voertuigklasse.
De MC werd standaard geleverd met twee airbags, airconditioning, elektrisch bediende ruiten en centrale deurvergrendeling.

## Vierde generatie (RB, 2011-2016)

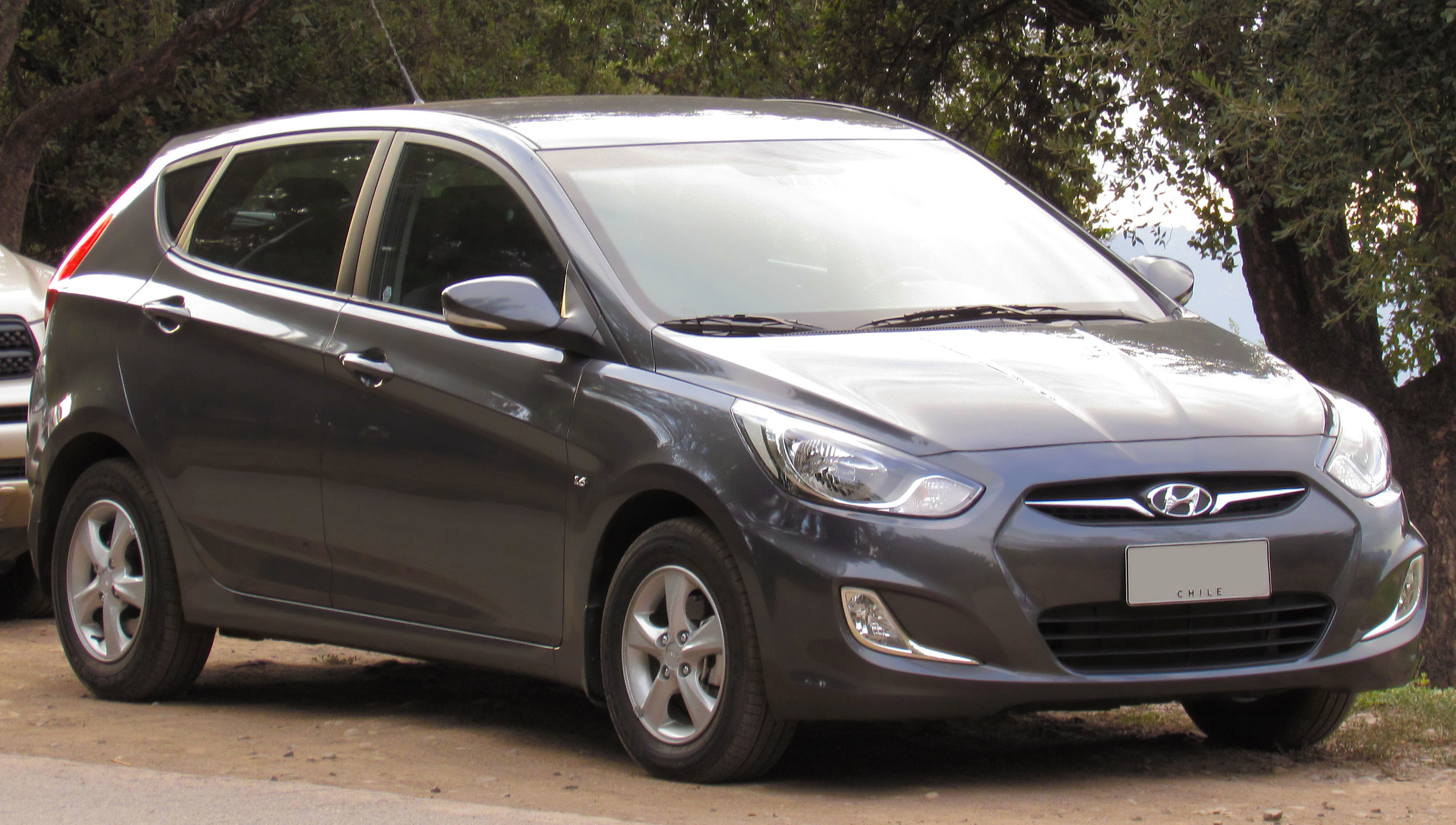
Hyundai Accent (RB)

In november 2010 begon de verkoop van de vierde generatie Accent in Korea. De vierde generatie woog ruim 100 kg minder dan de vorige en deelde het nieuwe platform opnieuw met de Kia Rio, die in tegenstelling tot de Accent ook in Europa verkrijgbaar was. In Rusland werd dit model geproduceerd en verkocht als Hyundai Solaris.

## Vijfde generatie (HC, 2017-heden)

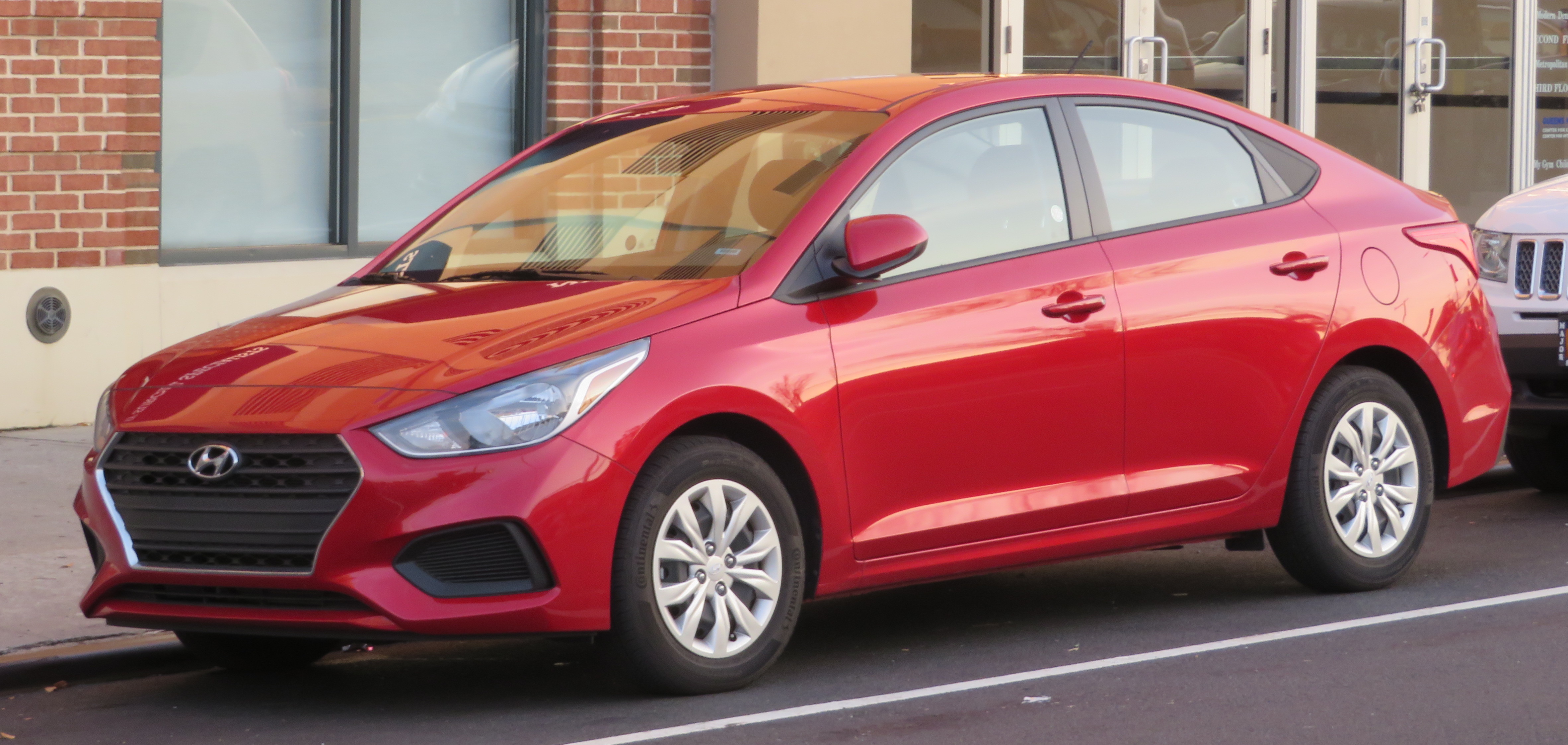
Hyundai Accent (HC)

De vijfde generatie van de Accent werd in februari 2017 als sedan geïntroduceerd op de autotentoonstelling van Toronto. In Nederland wordt dit model niet verkocht, in Rusland wordt het opnieuw op de markt gebracht als Hyundai Solaris.
Huidige modellen Nederland en België:
Bayon ·
i10 ·
i20 ·
i30 ·
Inster ·
Ioniq ·
Ioniq 5 ·
Ioniq 6 ·
Kona ·
Kona Electric ·
Nexo ·
Santa Fe ·
Tucson
Overige modellen internationaal:
Accent ·
Grandeur ·
Genesis ·
Eon ·
Equus ·
Porter ·
Sonata ·
Veloster
Uit productie:
Atos ·
Coupe ·
Dynasty ·
Elantra ·
Excel ·
Getz ·
Genesis Coupe ·
i40 ·
ix20 ·
ix55 ·
Lantra ·
Matrix ·
Pony ·
Santamo ·
Scoupe ·
Stellar ·
Terracan ·
Trajet ·
Tucson ·
XG